# Jens Nørkjær
Jens Nørkjær (født 6. august 1984) er en autodidakt dansk skuespiller.

## Teater
Jens Nørkjær har medvirket i følgende teaterproduktioner:
- Hodja fra Pjort – Musical
- Jul På Slottet – Musical
- Skatteøen – Musical
- BiFald – Skuespil
- Dracula – Musical
- Folk og Røvere i Kardemomme By – Musical
- Beauty and the Beast – Musical
- Ronja Røverdatter – Musical
- Cyrano – Musical
- Peter Pan – Musical
- Pippi – Musical
- Les Misérables – Musical
- Sweeney Todd – Musical
- The Sound of Music – Musical
- Kong Ødipus – Skuespil
- Skatteøen – Musical
- Velkommen til Verden – Skuespil
- Hard Candy – Skuespil
- Once On This Island – Musical
- Godspel – Musical
- Kaspar Hauser – Musical
- Brødrene Løvehjerte – Musical
- Oliver – Musical

## Filmografi
Jens Nørkjær har medvirket i følgende film:
- Hjem Kære Hjem – Kortfilm
- Dansende Køer – Kortfilm
- Se Mig – Kortfilm
- De fortabte sjæles ø – Spillefilm
- Benspænd – Kortfilm
- Ged – Kortfilm
- Antons Arm – Kortfilm
- Femme Fatale – Kortfilm
- Ørnen – TV-serie
- Krøniken – TV-serie
- Tøbrud – Kortfilm